# Comuna Dragomirești-Vale, Ilfov
Dragomirești-Vale (în trecut, Popești-Dragomirești) este o comună în județul Ilfov, Muntenia, România, formată din satele Dragomirești-Deal, Dragomirești-Vale (reședința) și Zurbaua. Situată la nord-vest de București, în imediata vecinătate a șoselei de centură a orașului, se află la o distanță de aproximativ 14 km de Piața Universității și aproximativ 3 km de autostrada București-Pitești.

## Așezare
Comuna se află în vestul județului, la nord-vest de București, pe cele două maluri ale Dâmboviței. Este străbătută de șoseaua județeană DJ601A, care o leagă spre est de Chiajna și București, intersectându-se la limita cu comuna Chiajna cu șoseaua de centură a Bucureștiului; și spre nord-vest de Joița (județul Giurgiu) și mai departe în județul Dâmbovița de Brezoaele, Slobozia Moară (unde se intersectează cu DN7), terminându-se la Răcari în DN71.

## Demografie
Componența etnică a comunei Dragomirești-Vale
     Români (87,18%)
     Alte etnii (0,34%)
     Necunoscută (12,48%)
Componența confesională a comunei Dragomirești-Vale
     Ortodocși (83,83%)
     Alte religii (2,07%)
     Necunoscută (14,1%)
Conform recensământului efectuat în 2021, populația comunei Dragomirești-Vale se ridică la 6.531 de locuitori, în creștere față de recensământul anterior din 2011, când fuseseră înregistrați 5.243 de locuitori. Majoritatea locuitorilor sunt români (87,18%), iar pentru 12,48% nu se cunoaște apartenența etnică. Din punct de vedere confesional, majoritatea locuitorilor sunt ortodocși (83,83%), iar pentru 14,1% nu se cunoaște apartenența confesională.

## Politică și administrație
Comuna Dragomirești-Vale este administrată de un primar și un consiliu local compus din 15 consilieri. Primarul, Gheorghe Socol[*], de la Coaliția Națională pentru România, este în funcție din 2000. Începând cu alegerile locale din 2024, consiliul local are următoarea componență pe partide politice:
|  | Partid                            | Consilieri | Componența Consiliului | Componența Consiliului | Componența Consiliului | Componența Consiliului | Componența Consiliului | Componența Consiliului | Componența Consiliului | Componența Consiliului | Componența Consiliului | Componența Consiliului | Componența Consiliului | Componența Consiliului |
|  | --------------------------------- | ---------- | ---------------------- | ---------------------- | ---------------------- | ---------------------- | ---------------------- | ---------------------- | ---------------------- | ---------------------- | ---------------------- | ---------------------- | ---------------------- | ---------------------- |
|  | Coaliția Națională pentru România | 12         |                        |                        |                        |                        |                        |                        |                        |                        |                        |                        |                        |                        |
|  | Alianța pentru Unirea Românilor   | 3          |                        |                        |                        |                        |                        |                        |                        |                        |                        |                        |                        |                        |

## Istorie
La sfârșitul secolului al XIX-lea, comuna purta numele de Popești-Dragomirești, făcea parte din plasa Snagov a județului Ilfov, și era formată din satele Dragomireștii din Deal, Dragomireștii din Vale, Gulia, Popeștii Mănăstirei, Săbăreni, Popești-Manuc și Zurbaua, totalizând 2844 de locuitori care trăiau în 551 de case. În comună funcționau 2 școli mixte, o moară de apă, o mașină de treierat cu aburi și patru biserici ortodoxe. În 1925, comuna avea aceeași compoziție, o populație de 3522 de locuitori și era arondată plășii Bolintinul din același județ.
În 1950, ea a fost inclusă în raionul 16 Februarie al orașului republican București, din care a făcut parte până în 1968. Atunci, cu numele de Dragomirești-Vale și formată din satele actuale (după desprinderea comunei Săbăreni), a devenit parte a județului Ilfov. În 1981, în urma unei mici reorganizări administrative, a trecut la județul Giurgiu, pentru ca în 1985 să fie transferată la Sectorul Agricol Ilfov din subordinea municipiului București, sector devenit în 1998 județul Ilfov.

## Monumente istorice
Singurul obiectiv din comuna Dragomirești-Vale inclus în lista monumentelor istorice din județul Ilfov ca monument de interes local este biserica „Adormirea Maicii Domnului” din satul Dragomirești-Deal, construcție datând din 1760. Aceasta este clasificată ca monument de arhitectură.